# Zelmeņi
Zelmeņi (ryska: Sovkhoz Brivays-Tsel’sh) är en kommunhuvudort i Lettland.   Den ligger i kommunen Tērvetes Novads, i den västra delen av landet, 70 km sydväst om huvudstaden Riga. Zelmeņi ligger 51 meter över havet och antalet invånare är 347.
Terrängen runt Zelmeņi är platt. Runt Zelmeņi är det glesbefolkat, med 18 invånare per kvadratkilometer. Närmaste större samhälle är Dobele, 19,8 km norr om Zelmeņi. I omgivningarna runt Zelmeņi växer i huvudsak blandskog.